# Kvarnsjön (Åsele socken, Lappland)
Kvarnsjön är en sjö i Åsele kommun i Lappland och ingår i Ångermanälvens huvudavrinningsområde. Sjön har en area på 0,507 kvadratkilometer och ligger 330,2 meter över havet. Sjön avvattnas av vattendraget Kvällån.

## Delavrinningsområde
Kvarnsjön ingår i det delavrinningsområde (710620-158771) som SMHI kallar för Utloppet av Kvarnsjön. Medelhöjden är 339 meter över havet och ytan är 2,58 kvadratkilometer. Räknas de 15 avrinningsområdena uppströms in blir den ackumulerade arean 104,74 kvadratkilometer. Kvällån som avvattnar avrinningsområdet har biflödesordning 2, vilket innebär att vattnet flödar genom totalt 2 vattendrag innan det når havet efter 216 kilometer. Avrinningsområdet består mestadels av skog (66 procent) och sankmarker (13 procent). Avrinningsområdet har 0,51 kvadratkilometer vattenytor vilket ger det en sjöprocent på 19,6 procent.